# David Keynes Hill
Pour les articles homonymes, voir David Hill (homonymie) et Hill.
David Keynes Hill FRS  (23 juillet 1915 - 18 août 2002) est un biophysicien britannique.

## Biographie
Hill est le fils du physiologiste lauréat du prix Nobel Archibald Vivian Hill et de sa femme Margaret Hill, la fille de John Neville Keynes et la sœur de John Maynard Keynes. Il est le frère de l'économiste Polly Hill et de l'océanographe Maurice Hill. Il fait ses études à la Highgate School et au Trinity College de Cambridge.
Il épouse Stella Mary Humphrey, 1949, et ils ont quatre filles; Harriet, Abbie, Maggie et Katy.
Il est élu membre de la Royal Society en 1972 .